# Encarnació Magaña Alapont
Encarnació Magaña Alapont (València, 1963) és una política balear, diputada al Parlament de les Illes Balears en la II i III Legislatura.
Establida a Formentera en 1979, es va afiliar al PSIB. Fou diputada al Parlament de les Illes Balears en substitució d'Isidor Torres Cardona, escollit a les eleccions al Parlament de les Illes Balears de 1987. A les eleccions al Parlament de les Illes Balears de 1991 fou elegit diputat per Eivissa.
En el 12è Congrés del PSIB-PSOE de 2012 fou nomenada vocal del Comitè d'Ètica. i a les eleccions municipals espanyoles de 2015 formà part de les llistes del PSIB.